# 제1차 아베 신조 내각 (개조)
제1차 아베 신조 개조내각(일본어: 第1次安倍晋三改造内閣)은  아베 신조가 제90대 내각총리대신으로 임명되어, 2007년 8월 27일부터 2007년 9월 26일까지 존재한 일본의 내각이다.
같은 해 9월 12일에 아베 신조 총리가 자유민주당 총재와 총리 양 직을 사직하기로 표명했다. 제1차 아베 신조 개조내각은 이에 따라 9월 25일 오전 아베와 함께 총사퇴했다.

## 출범 경위
2006년 9월 26일에 출범한 제1차 아베 신조 내각은 출범 직후부터 각료의 문제와 연금 기록 문제, 정치자금 문제, 사회적 격차 등의 영향을 받아 지지율이 하락했다. 결국 제21회 일본 참의원 의원 통상선거에서는 민주당에 제1당 자리를 내주며 크게 패했다. 이로 인해 내각의 진퇴가 주목받았지만 아베 신조 총리는 내각을 지속시킬 의향을 천명했다.
원래는 9월 초순에 개조를 시행하고자 했지만, 8월 27일로 앞당겨졌다. 아베 총리는 8월 하순의 외유 전에 “이미 새 내각의 구상은 거의 끝났다”고 말한 바 있다.

## 각료 명단
내각부 특명담당대신에 대해서는 그 담당을 괄호 내에 기술하였다. 내각부 이외의 다른 성청(내각관방 포함)의 특명사항을 담당하는 국무대신의 직무는 꺾은 괄호(〈〉)내에 기술하였다.
| 내각총리대신                                                                                      | 내각총리대신                                                                                      | 아베 신조                               |
|                                                                                                   | 내각총리대신 보좌관                                                                               | 나카야마 교코                           |
| 내각총리대신 보좌관                                                                               | 야마타니 에리코                                                                                   |                                         |
| 총무대신 내각부 특명담당대신 (지방분권 개혁 담당) 〈우정민영화, 도주제, 지방·도시 격차시정 담당〉 | 총무대신 내각부 특명담당대신 (지방분권 개혁 담당) 〈우정민영화, 도주제, 지방·도시 격차시정 담당〉 | 마스다 히로야                           |
| 법무대신                                                                                          | 법무대신                                                                                          | 하토야마 구니오                         |
| 외무대신                                                                                          | 외무대신                                                                                          | 마치무라 노부타카                       |
| 재무대신                                                                                          | 재무대신                                                                                          | 누카가 후쿠시로                         |
| 문부과학대신 국립국회도서관 연락조정위원회 위원                                                   | 문부과학대신 국립국회도서관 연락조정위원회 위원                                                   | 이부키 분메이                           |
| 후생노동대신                                                                                      | 후생노동대신                                                                                      | 마스조에 요이치                         |
| 농림수산대신                                                                                      | 농림수산대신                                                                                      | 엔도 다케히코 ( ~ 2007년 9월 3일)       |
| 농림수산대신                                                                                      | 농림수산대신                                                                                      | 와카바야시 마사토시 (2007년 9월 4일 ~ ) |
| 경제산업대신                                                                                      | 경제산업대신                                                                                      | 아마리 아키라                           |
| 국토교통대신 〈관광입국, 해양정책 담당〉                                                          | 국토교통대신 〈관광입국, 해양정책 담당〉                                                          | 후유시바 데쓰조                         |
| 환경대신 〈지구환경문제 담당〉                                                                    | 환경대신 〈지구환경문제 담당〉                                                                    | 가모시타 이치로                         |
| 방위대신                                                                                          | 방위대신                                                                                          | 고무라 마사히코                         |
| 내각관방장관 〈납치문제 담당〉                                                                    | 내각관방장관 〈납치문제 담당〉                                                                    | 요사노 가오루                           |
|                                                                                                   | 내각관방 부장관                                                                                   | 오노 마쓰시게                           |
| 내각관방 부장관                                                                                   | 이와키 미쓰히데                                                                                   |                                         |
| 내각관방 부장관                                                                                   | 마토바 준조                                                                                       |                                         |
| 내각위기관리감                                                                                    | 노다 다케시                                                                                       |                                         |
| 내각법제국 장관                                                                                   | 미야자키 레이이치                                                                                 |                                         |
| 국가공안위원회 위원장 내각부 특명담당대신 (방재, 식품안전 담당)                                   | 국가공안위원회 위원장 내각부 특명담당대신 (방재, 식품안전 담당)                                   | 이즈미 신야                             |
| 내각부 특명담당대신 (오키나와 및 북방대책, 규제개혁, 국민생활, 재도전, 과학기술정책 담당)         | 내각부 특명담당대신 (오키나와 및 북방대책, 규제개혁, 국민생활, 재도전, 과학기술정책 담당)         | 기시다 후미오                           |
| 내각부 특명담당대신 (금융 담당) 〈국가·지방행정개혁, 공무원제도개혁 담당〉                        | 내각부 특명담당대신 (금융 담당) 〈국가·지방행정개혁, 공무원제도개혁 담당〉                        | 와타나베 요시미                         |
| 내각부 특명담당대신 (경제재정정책 담당)                                                           | 내각부 특명담당대신 (경제재정정책 담당)                                                           | 오타 히로코                             |
| 내각부 특명담당대신 (저출산 대책, 남녀공동참여 담당)                                              | 내각부 특명담당대신 (저출산 대책, 남녀공동참여 담당)                                              | 가미카와 요코                           |

## 같이 보기
- 일본의 역대 내각
- 아베 신조